# Sven S. Hartman
Sven S. Hartman, född 22 juni 1917 i Högbo, Gävleborgs län, död 2 april 1988 i Balma, Frankrike, var en svensk religionshistoriker med religionspsykologisk inriktning och iranist.

## Biografi och karriär
Sven S. Hartman var son till överstelöjtnanten i Frälsningsarmén Carl Hartman och frälsningsofficer Anna Carlsson, samt bror till prästen Olov Hartman och Karin Hartman. Han blev fil. kand. 1944 och teologie dr. 1953 vid Uppsala universitet och verkade som docent i religionshistoria med religionspsykologisk inriktning i Uppsala åren 1953-1965. Han var även verksam som professor i semitisk filologi vid Köpenhamns universitet samt professor i religionshistoria vid Åbo Akademi och Lunds universitet. Han bosatte sig sedermera i Balma, Frankrike. Hartman är begravd på Uppsala gamla kyrkogård.

## Forskning inom iranistiken
Sven S. Hartman var student vid Uppsala universitet till de stora iranisterna H.S. Nyberg, Stig Wikander och Geo Widengren. Han utmärkte sig särskilt inom forskning om det forntida Irans religioner och mytologi. Hans doktorsavhandling, Gayōmart : étude sur le syncrétisme dans l'ancien Iran (publicerad 1953 av Almqvist & Wiksell, Uppsala), behandlade den iranska synen på urmänniskan Gayōmart. Han skrev även huvudverket om zoroastrisk ikonografi, Parsism, the religion of Zoroaster (1980), i del 4 av ett av de första vetenskapliga referensverken om religiös ikonografi (Iconography of religion). 
I en uppmärksammad artikel med titeln "Frågan om eventuellt iranskt inflytande på kristendomens och judendomens apokalyptik och djävulsföreställning" försvarade Hartman det iranska inflytandet på judendomen och kristendomen. Artikeln vittnar om ett inflytande från Geo Widengren och bygger vidare på dennes forskning i ämnet.

## Publicerade arbeten inom iranistik
Böcker
- Gayōmart: Études sur le syncrétisme dans l’ancien Iran, Uppsala, 1953.
- Parsism: The Religion of Zoroaster, Leiden, 1980.

Artiklar
- “Yašts, jours et mois”, Orientalia Suecana 4, 1955, 34–42.
- “La disposition de l’Avesta”, Orientalia Suecana 5, 1956, 30–78.
- “Aspects de l’histoire religieuse selon la conception de l’Avesta”, Orientalia Suecana 13, 1964, 88–118.
- “Der grosse Zarathustra”, Orientalia Suecana 14–15, 1965–66, 99–117.
- “Der Name Ahura Mazdāh”, AAWG 3:96, 1975, 170–177.
- “Questions au sujet du ‘Temps’ de l’Avesta”, Acta Iranica 28. 1988, 289–297.